# 卢圻
卢圻（？—1825年），直隶涿州人，官至下南河同知。

## 生平
初任获嘉县县令，严管治安，治理盗劫，创立书院，当地百姓为其建造生祠。道光四年，调任安阳县县令，针对灾民的赋税问题进行了妥善处理，并修筑万金渠，以杜绝水患。道光五年，特旨授予其中河厅通判，隶属开归陈许郑道，不久，升任下南河厅同知。为防大汛，卢圻按抢险的要求准备秸料土牛等。当年秋，病卒。道光六年，大汛至，而卢圻备下的物料，则起了大作用。

## 家族
女儿：卢氏，嫁工部尚书李菡，封一品夫人，生于嘉庆四年己未（1799）农历三月二十九日辰时，卒于同治四年乙丑（1865）农历三月初五日，享年六十七岁。